# Миколаївська сільська територіальна громада (Сумська область)
Миколаївська сільська громада — територіальна громада в Україні, в Сумському районі Сумської області. Адміністративний центр — село Миколаївка.
Площа громади — 158,88 км², населення — 4352 мешканці (2018).
Утворена 12 серпня 2016 року шляхом об'єднання Кекинської, Миколаївської, Постольненської і Северинівської сільських рад Сумського району.
6 серпня 2018 року добровільно приєдналася Кровненська сільська рада.
19 липня 2020 року, в результаті адміністративно-територіальної реформи та ліквідації Сумського району(1923—2020), громада увійшла до складу новоутвореного Сумського району.

## Населені пункти
До складу громади входять 1 селище (Рогізне) і 25 сіл: 
- Бондарівщина
- Бурчак
- Васюківщина
- Вербове
- Графське
- Гриценкове
- Діброва
- Капітанівка
- Кекине
- Кровне
- Линтварівка
- Лікарське
- Мар'ївка
- Миколаївка
- Над'ярне
- Перехрестівка
- Постольне
- Руднівка
- Северинівка
- Склярівка
- Соколине
- Софіївка
- Спаське
- Степаненкове
- Яструбине